# Pius X-kerk (Echt)
De Pius X-kerk was een parochiekerk te Echt in de Nederlandse provincie Limburg. De kerk is gelegen aan Nieuwe Markt 50.

## Geschiedenis
De kerk werd gebouwd in een woonwijk waarin zich, naast een aantal oudere woningen, vooral naoorlogse woningen bevinden. De kerk stond op een strateneiland waarop zich ook andere voorzieningen als scholen bevonden en ze was gelegen tegenover een marktplein.
In 1954 werd hier een parochie gesticht ten gevolge van de sterke uitbreiding van Echt. In 1955 werd een noodkerk in de mouterij van Isidore Meuwissen ingericht en de bouw van de definitieve kerk vond plaats in 1958-1959. Architect was Jan Zollner.
Het gebouw -in modernistische stijl- bestaat uit een eivormige bakstenen laagbouw, waarboven zich drie parallelle beuken bevinden, elk gedekt door een zadeldak. Ook is er een toren, bestaande uit bakstenen kolommen. De vensters werden gescheiden door betonnen kruisen, maar bouwkundig ontstonden er vrij snel al grote problemen, zoals lekkages. In 1966 had een inbraak plaats door een verward persoon, waarbij een deel van het interieur werd vernield.
Dit werd later hersteld, maar de ontkerkelijking heeft er uiteindelijk toe geleid dat de kerk in 2012 werd onttrokken aan de eredienst en in 2014 werd gesloopt.